# 합천 청량사 석등
합천 청량사 석등(陜川 淸凉寺 石燈)은 대한민국 경상남도 합천군 가야면 청량사에 있는 9세기 후반 남북국 시대 신라의 석등이다. 1963년 1월 21일 대한민국의 보물 제253호로 지정되었다.

## 개요
청량사(淸凉寺) 안에 3층석탑과 나란히 놓여 있는 석등이다.
각 부재가 8각으로 이루어졌으며, 아래에서부터 받침부분과 불을 밝히는 화사석(火舍石), 지붕돌과 머리장식부분으로 구성된다. 8각의 아래받침돌은 측면에 사자상과 향로를, 윗면에는 연꽃무늬를 새기고 각 끝마다 작은 꽃을 돌출시켰다. 가운데기둥은 장고를 세워놓은 모양이며, 그 위로 연꽃모양의 윗받침돌을 올렸다. 받침부분 위로는 불을 밝히는 화사석(火舍石)이 놓여있는데 네 면에 창을 내고 옆에는 사천왕상(四天王像)을 도드라지게 새겼다. 지붕돌은 얇은 편으로 경사면은 완만하고 각 귀퉁이는 곡선을 이루며 치켜올려져 있어 경쾌하다. 머리장식부분은 형태가 분명하지 않은 두 개의 돌이 남아 있을 뿐이다.
전체적으로 평면이 8각인 석재를 층층이 쌓아 올려 신라시대의 기본양식을 잘 따르고 있으나, 받침부의 가운데기둥이 변형된 점이나 조각수법 등으로 미루어 9세기 후반의 작품으로 추정된다.